# Пенафиел (район)
Пенафьел (порт. Penafiel) — район (фрегезия) в Португалии, входит в округ Порту. Является составной частью муниципалитета Пенафиел. 
По старому административному делению входил в провинцию Дору-Литорал. Входит в экономико-статистический субрегион Тамега, который входит в Северный регион. Население составляет 7883 человека на 2001 год. Занимает площадь 5,11 км².